# Doerriesa
Doerriesa é um gênero de traça pertencente à família Arctiidae.